# Караджич, Милутин
Милутин «Мима» Караджич (черног. Милутин Караџић/Milutin Karadžić), род. 9 апреля 1955 — черногорский и сербский актёр театра, кино и телевидения.

## Биография
Родился в городе Биело-Поле, СФРЮ.
Окончил Факультет драматического искусства в Белграде.
С 1986 по 2013 годы был постоянным членом театра Ателье 212.
Снялся более чем в 70 теле- и кинофильмах.

## Некоторые работы
- 1985 — Красота порока (Lepota poroka)
- 1989 — Битва на Косовом поле
- 2008 — Кошелёк или жизнь
- 2010 — Серый грузовик красного цвета (Sivi kamion crvene boje)